# Marguerite Perey (stanice metra v Paříži)
Marguerite Perey je plánovaná stanice pařížského metra, která se bude nacházet na lince 18 v Palaiseau v departementu Essonne. Má být otevřena v roce 2026 a bude sloužit zejména École Polytechnique. Jedná se o jednu ze tří nadzemních stanic na trati, postavená na 6,7 km dlouhém viaduktu.

## Poloha
Stanice se nachází mezi stanicemi Moulon Campus a Massy – Palaiseau u vědeckého parku Paris-Saclay poblíž École polytechnique.

## Vývoj
Projektem budovy byly pověřeny firmy Benthem Crouwel Architects a Atelier Novembre.
Stanice měla nejprve dočasný název Palaiseau. Je pojmenována po francouzské vědkyni Marguerite Pereyové.